# Граф Бьюкен

Герб графов Бьюкен из рода Эрскинов

Граф Бьюкен (англ. Earl of Buchan, также встречается вариант граф Бухан) — один из старинных дворянских титулов в Шотландии.

## История
Титул был образован ещё в начале XII века и восходит своими корнями к древнему дому мормеров Бухана. Дирская книга является единственным источником сведений о ранних мормерах Бухана и перечисляет несколько имен, однако хронология наследования точно не известна. Первым мормером Бухана был Гартнах, он жил во времена правления Александра II и умер не ранее 1132 года. Ему наследовала дочь Ева, которая вышла замуж за некоего Колбана, и тот через брак унаследовал титул. Далее титул перешёл к их сыну Роджеру, затем к его сыну Фергюсу, у которого была единственная дочь по имени Маргарет. После того, как она сочеталась браком с Уильямом Комином, её супруг тоже стал именоваться графом Бухана, а их сын Александр Комин унаследовал титул 6-го графа. Ему, в свою очередь, наследовал сын Джон Комин. Он находился в оппозиции Роберту Брюсу, а после победы последнего потерял титул и был изгнан в Англию.
В 1323 году о своих правах на титул заявил Генри де Бомон и получил его после смерти Рэндольфа, графа Морея и регента Шотландии, но спустя три года, в 1335 году, шотландцы пленили его и после выплаты огромного выкупа Бомону было разрешено возвратиться в Англию. Следующим обладателем титула был Александр Стюарт, сын короля Роберта II, которого за жестокость прозвали Баденохским волком. В 1394 году он умер, не оставив законного наследника, и титул перешёл к его брату, Роберту Стюарту, 1-му герцогу Олбани, а после смерти Роберта — к его второму сыну, Джону Стюарту, выдающемуся военачальнику своего времени. Затем титул был конфискован Яковом II.
В 1444 графство Бухан было пожаловано Яковом I своей дочери Марии по случаю её брака с Вольфертом VI ван Борселеном. Поскольку оба сына от этого брака умерли малолетними, после смерти Марии владение вернулось к короне.
В 1469 году Яков III пожаловал титул (английский вариант — граф Бьюкен) своему дяде — Джеймсу Стюарту, второму сыну сэра Джеймса Стюарта, которого называли Чёрным рыцарем Лорна, от Джоанны Бофор, вдовы Якова I. Далее титул перешёл по наследству его сыну Александру, а затем внуку Джону. 3-му графу Бьюкена, наследовала внучка по имени Кристина. Она вышла замуж за Роберта Дугласа, и документом от 1574 года было заверено право передачи титула их общим потомкам. Таким образом, Джеймс, сын Кристины и Роберта, стал 5-м графом. В браке с Маргарет Огилви он произвел на свет единственного ребёнка, дочь по имени Мэри. Она и унаследовала титул после смерти отца в 1601 году. Мэри взял в жены Джеймс Эрксин, сын 2-го графа Мара, и через этот брак стал 6-м графом Бьюкена. Далее титул стал передаваться по наследству их потомкам.

## Мормеры Бухана, первое образование (1115)
Список приводится согласно Thepeerage.com
- Гартнах, 1-й граф Бухана (ум. не ранее 1132);
- Ева, 2-я графиня Бухана;
- Роджер, 3-й граф Бухана;
- Фергюс, 4-й граф Бухана (около 1170 — около 1199);
- Маргарет, 5-я графиня Бухана (ум. около 1242);
- Александр Комин, 6-й граф Бухана (около 1233 — около 1290);
- Джон Комин, 7-й граф Бухана (1260 — 1308), титул был конфискован.

## Граф Бухан, второе образование (1374)
- Александр Стюарт, 1-й граф Бухан (1343 — 1394);
- Роберт Стюарт, 1-й герцог Олбани, 2-й граф Бухан (около 1340 — 1420);
- Джон Стюарт, 2-й граф Бухан (1381 — 1424).

## Граф Бухан, третье образование (1444)
- Мария Шотландская (1428—1465);
  - Вольферт VI ван Борселен (ок. 1433—1487), по праву жены.

## Граф Бьюкен, четвёртое образование (1469)

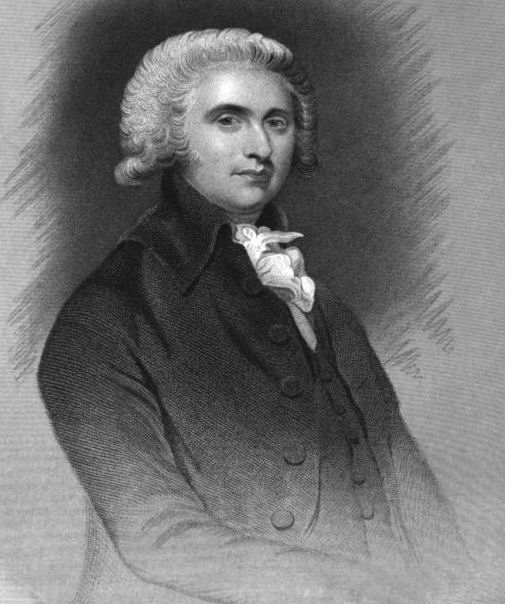
Знаменитый политик Томас Эрскин (1750—1823), сын 10-го графа Бьюкена

- Джеймс Стюарт, 1-й граф Бьюкен (1442—1499);
- Александр Стюарт, 2-й граф Бьюкен (ум. 1505);
- Джон Стюарт, 3-й граф Бьюкен (ок. 1497 — 1551);
- Кристина Стюарт, 4-я графиня Бьюкен (ум. 1580);
- Джеймс Дуглас, 5-й граф Бьюкен (ум. 1601);
- Мэри Дуглас, 6-я графиня Бьюкен (ум. 1628);
- Джеймс Эрскин, 6-й граф Бьюкен (ок. 1607 — 1640);
- Джеймс Эрскин, 7-й граф Бьюкен (ок. 1628 — 1664);
- Уильям Эрскин, 8-й граф Бьюкен (ок. 1664 — 1695);
- Дэвид Эрскин, 9-й граф Бьюкен (1672—1745);
- Генри Дэвид Эрскин, 10-й граф Бьюкен (1710—1767);
- Дэвид Стюарт Эрскин, 11-й граф Бьюкен (1742—1829);
- Генри Дэвид Эрскин, 12-й граф Бьюкен (1783—1857);
- Дэвид Стюарт Эрскин, 13-й граф Бьюкен (1815—1898);
- Шипли Гордон Стюарт Эрскин, 14-й граф Бьюкен (1850—1934);
- Рональд Дуглас Стюарт Мар Эрскин, 15-й граф Бьюкен (1878—1960);
- Дональд Кардросс Флауэр Эрскин, 16-й граф Бьюкен (1899—1984);
- Малкольм Гарри Эрскин, 17-й граф Бьюкен (1930—2022);
- Генри Томас Александр Эрскин, 18-й граф Бьюкен (род. 1960), сын предыдущего;
  - Наследник титула — Александр Эрскин, лорд Кардросс (род. 1990), сын предыдущего.